# Joseph L. Mankiewicz
Joseph Leo Mankiewicz (ur. 11 lutego 1909 w Wilkes-Barre, zm. 5 lutego 1993 w Bedford) – amerykański reżyser, scenarzysta i producent filmowy.
8 lutego 1960  otrzymał własną gwiazdę w Alei Gwiazd w Los Angeles znajdującą się przy 6211 Hollywood Boulevard.

## Osiągnięcia filmowe
Napisał ponad czterdzieści scenariuszy i wyreżyserował 22 filmy. W latach 1949 i 1950 zdobył po dwa Oscary za scenariusz i reżyserię filmów List do trzech żon oraz Wszystko o Ewie. Uzyskał także nominacje za reżyserię filmów Detektyw (1972) i Kryptonim Cicero (1952), za scenariusze do filmów Skippy (1931) oraz Bosonoga Contessa (1954). Nominację do Oscara dla najlepszego filmu uzyskała także wyprodukowana przez niego w 1941 Filadelfijska opowieść.
Przez ponad 40 lat kariery filmowej Mankiewicz współpracował z takimi gwiazdami jak Elizabeth Taylor, Michael Caine, Roddy McDowall, Vincent Price, Burgess Meredith i Richard Widmark.
W filmie biograficznym o jego bracie Hermanie Mank z 2020 rolę Josepha odtwarza Tom Pelphrey.

## Życie prywatne
Był synem niemieckich emigrantów żydowskiego pochodzenia Franza Mankiewicza i Joanny Blumenau. Miał dwoje starszego rodzeństwa: siostrę Emmę (1901–1979) i brata Hermana (1899–1953), który został scenarzystą filmowym. Był trzykrotnie żonaty. Jego pierwszą żoną, którą poślubił w 1934, była aktorka Elizabeth Younge. Rozwiedli się w 1937. Z drugą żoną, poślubioną w 1939, Rose Stradner miał dwóch synów: Christophera Mankiewicza i Toma Mankiewicza. Christopher zagrał w kilku filmach, a Tom został scenarzystą. Po śmierci Rose Stradner w 1959 Mankiewicz ożenił się po raz trzeci z Rosemary Matthews.

## Filmografia

### Reżyseria
- 1946: Dragonwyck
- 1946: Somewhere in the Night
- 1947: Spóźniony George Apley (The Late George Apley)
- 1947: Duch i pani Muir (The Ghost and Mrs. Muir)
- 1948: Escape
- 1949: List do trzech żon (A Letter to three Wives)
- 1949: Dom ludzi obcych (House of Strangers)
- 1950: Bez wyjścia (No Way Out)
- 1950: Wszystko o Ewie (All about Eve)
- 1951: Ludzie będą gadać (People Will Talk)
- 1952: Kryptonim Cicero (Five Fingers)
- 1953: Juliusz Cezar (Julius Caesar)
- 1954: Bosonoga Contessa (The Barefoot Contessa)
- 1955: Faceci i laleczki (Guys and Dolls)
- 1957: Spokojny Amerykanin (The Quiet American)
- 1959: Nagle, zeszłego lata (Suddenly, Last Summer)
- 1963: Kleopatra (Cleopatra)
- 1964: Carol for Another Christmas - film TV
- 1967: Garniec miodu (The Honey Pot)
- 1970: King: A filmed record ... Montgomery to Memphis - dokument
- 1970: Był sobie łajdak (There was a Crooked Man)
- 1972: Detektyw (Sleuth)

### Scenariusz
- 1929: The Dummy (napisy)
- 1929: Close Harmony (napisy)
- 1929: The Man I Love (napisy)
- 1929: The Studio Murder Mystery (napisy)
- 1929: U wrót śmierci (napisy)
- 1929: The River of Romance (napisy)
- 1929: The Mysterious Dr. Fu Manchu (napisy)
- 1929: Fast Company
- 1929: Szalone serca (napisy)
- 1929: The Virginian (napisy)
- 1930: Slightly Scarlet
- 1930: The Light of Western Stars (niewymieniony w napisach końcowych)
- 1930: Parada Paramountu
- 1930: The Social Lion (dialogi)
- 1930: Only Saps Work
- 1931: The Gang Buster (dialogi)
- 1931: Finn and Hattie
- 1931: June Moon (scenariusz/fabuła)
- 1931: Skippy
- 1931: Dude Ranch (dodatkowe dialogi)
- 1931: Newly Rich (scenopis)
- 1931: Sooky (scenariusz/fabuła)
- 1932: This Reckless Age (scenariusz/fabuła)
- 1932: Sky Bride
- 1932: Million Dollar Legs (fabuła)
- 1932: Gdybym miał milion (adaptacja/fabuła)
- 1933: Alicja w Krainie Czarów
- 1933: Diplomaniacs (oryginalna historia jego autorstwa)
- 1933: 'Emergency Call
- 1933: Too Much Harmony (fabuła)
- 1933: Meet the Baron (niewymieniony w napisach)
- 1934: Wielki gracz
- 1934: Nasz chleb powszedni (dialogi)
- 1934: Mężowie do wyboru (scenopis)
- 1935: Kłopoty milionerów (niewymieniony w napisach)
- 1935: Dla ciebie tańczę (niewymieniony w napisach)
- 1935: Broadway Melody of 1936 (niewymieniony w napisach)
- 1935: Redheads on Parade (współautor)
- 1935: Zaczęło się od pocałunku
- 1935: Two Fisted (niewymieniony w napisach)
- 1936: Trzej ojcowie chrzestni (niewymieniony w napisach)
- 1936: Nie ufaj mężczyźnie (niewymieniony w napisach)
- 1937: Dama na dwa tygodnie (współautor fabuły)
- 1937: Modelka (współpraca pisarska)
- 1938: Trzej towarzysze (niewymieniony w napisach)
- 1938: Listy z frontu (niewymieniony w napisach)
- 1938: Wielki walc (niewymieniony w napisach)
- 1938: Chwila pokusy Chwila pokusy
- 1944: Klucze królestwa
- 1946: Dragonwyck (scenariusz oryginalny)
- 1946: Somewhere in the Night
- 1948: Pirat (niewymieniony w napisach)
- 1949: List do trzech żon
- 1949: Dom ludzi obcych (autor ponownie filmowanych scen)
- 1950: Wszystko o Ewie
- 1950: Bez wyjścia
- 1951: Ludzie będą gadać (oryginalny scenariusz)
- 1951: The House in the Square (niewymieniony w napisach)
- 1952: Kryptonim Cicero (niewymieniony w napisach)
- 1953: Juliusz Cezar
- 1955: Faceci i laleczki
- 1958: Spokojny Amerykanin (autor)
- 1963: Kleopatra
- 1968: Garniec miodu (oryginalny scenariusz)

### Produkcja
- 1936: Jestem niewinny
- 1936: Tylko raz kochała
- 1938: Trzej towarzysze
- 1940: Filadelfijska opowieść
- 1942: Kobieta roku

## Nagrody
| Rok  | Nagroda                                                | Kategoria                  | Film                      |
| ---- | ------------------------------------------------------ | -------------------------- | ------------------------- |
| 1950 | Nagroda Akademii Filmowej                              | Najlepsza reżyseria        | List do trzech żon (1949) |
| 1950 | Nagroda Akademii Filmowej                              | Najlepszy scenariusz       | List do trzech żon (1949) |
| 1950 | Nagroda Stowarzyszenia Nowojorskich Krytyków Filmowych | Najlepszy reżyser          | Wszystko o Ewie (1950)    |
| 1951 | Złoty Glob                                             | Najlepszy scenariusz       | Wszystko o Ewie (1950)    |
| 1951 | Nagroda Akademii Filmowej                              | Najlepsza reżyseria        | Wszystko o Ewie (1950)    |
| 1951 | Nagroda Akademii Filmowej                              | Najlepszy scenariusz       | Wszystko o Ewie (1950)    |
| 1951 | 4. Międzynarodowy Festiwal Filmowy w Cannes            | Nagroda specjalny Jury     | Wszystko o Ewie (1950)    |
| 1987 | 44. Międzynarodowy Festiwal Filmowy w Wenecji          | Honorowy Złoty Lew         | –                         |
| 1989 | Międzynarodowy Festiwal Filmowy w San Francisco        | Nagroda im. Akiry Kurosawy | –                         |